# Oxyrhopus
Oxyrhopus är ett släkte av ormar. Oxyrhopus ingår i familjen snokar. Släktet tillhör underfamiljen Dipsadinae som ibland listas som familj.
Arterna är med en längd omkring 150 cm medelstora och smala ormar. De förekommer i Centralamerika och Sydamerika från Mexiko till Peru. Individerna vistas på marken i skogar i låglandet. Födan utgörs av groddjur, ödlor, mindre ormar och små däggdjur. Honor lägger ägg. Ingående arter har påfallande mönster med röda, vita och svarta band. Så liknar de regionens giftiga korallormar. Dessa ormar är främst nattaktiv.
Arter enligt Catalogue of Life:
- Oxyrhopus clathratus
- Oxyrhopus doliatus
- Oxyrhopus erdisii
- Oxyrhopus fitzingeri
- Oxyrhopus formosus
- Oxyrhopus guibei
- Oxyrhopus leucomelas
- Oxyrhopus marcapatae
- Oxyrhopus melanogenys
- Oxyrhopus occipitalis
- Oxyrhopus petola
- Oxyrhopus rhombifer
- Oxyrhopus trigeminus

The Reptile Database listar dessutom:
- Oxyrhopus vanidicus